# Mihaela Zavolan

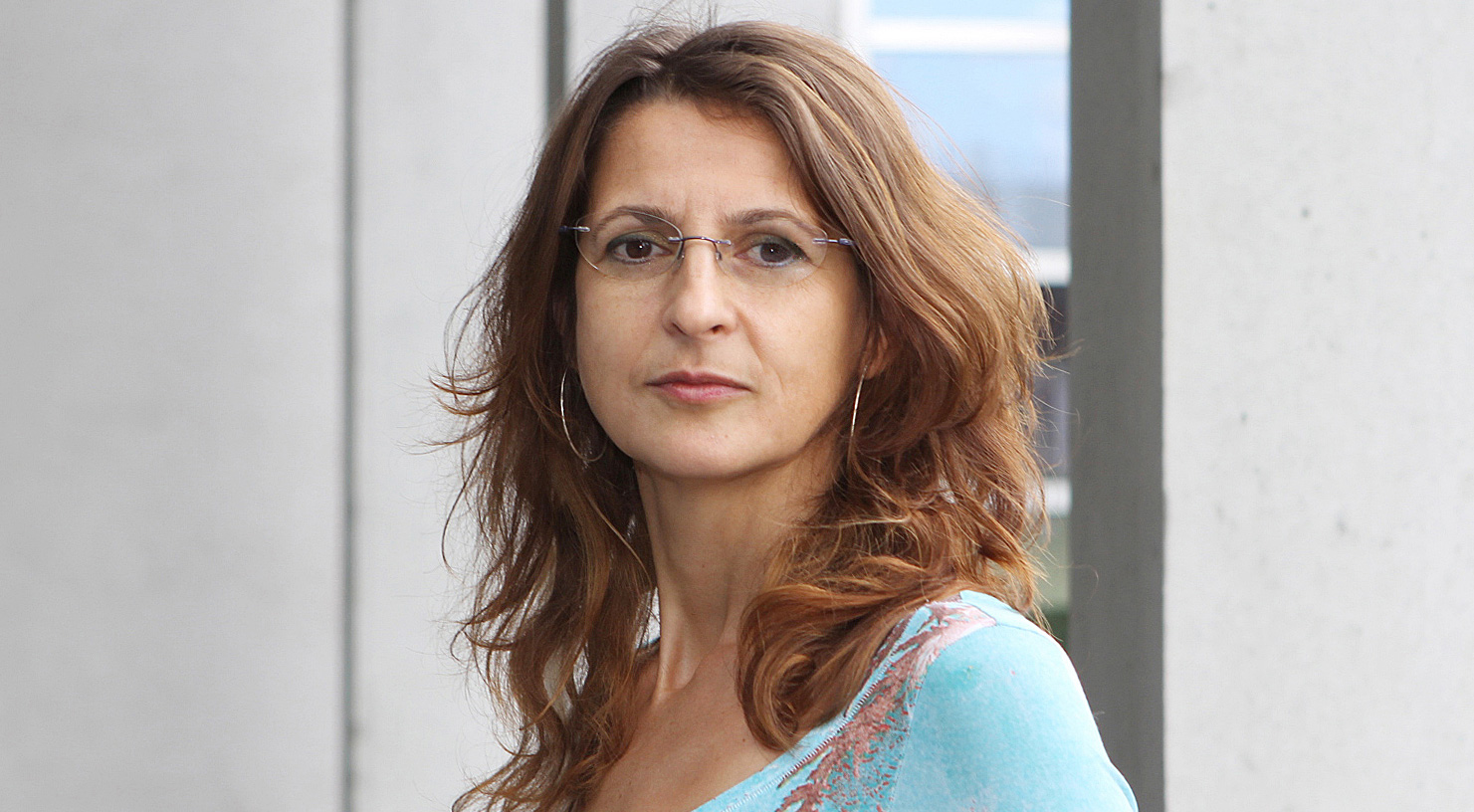
Mihaela Zavolan (2015)

Mihaela Zavolan (* 23. April 1968 in Timișoara) ist eine rumänische Systembiologin und Professorin am Biozentrum der Universität Basel.

## Leben
Mihaela Zavolan studierte Medizin an der Medizinischen und Pharmazeutischen Universität in Timișoara, Rumänien. Anschliessend promovierte sie in Computer Science an der University of New Mexico in Albuquerque, USA. In den USA, forschte Zavolan zwischen 1993 und 2003 auch am Santa Fe Institute in Santa Fe, im Los Alamos National Laboratory in Los Alamos, sowie an der Rockefeller University in New York. 2003 wurde Mihaela Zavolan Professorin für Computational and Systems Biology am Biozentrum der Universität Basel und Gruppenleiterin am Swiss Institute of Bioinformatics (SIB).

## Wirken
Zavolan erforscht sogenannte microRNAs (miRNAs). Diese 22 Nukleotid langen RNA-Moleküle regulieren die Expression proteinkodierender Gene und steuern so Zelldifferenzierung, Stoffwechsel und Immunantwort der Zellen.
Durch die Entwicklung von Hochdurchsatzmethoden kombiniert mit Computeranalysen entdeckte Zavolan zahlreiche miRNAs in verschiedene Organismen von Viren bis zum Menschen. Sie entwickelte Computerprogramme zur exakten Vorhersage von miRNA-Genen im Genom und von Ziel-mRNAs. Darüber hinaus arbeitete Michaela Zavolan an der Entwicklung der CLIP-Methode (Crosslinking and Immunoprecipitation) zur Lokalisierung der Bindungsstellen zwischen Boten-RNAs (mRNAs) und Regulationsproteinen (RBP) mit. Zudem konzipierte sie ein biophysikalisches Modell, mit der sich die Wechselwirkung und Bindungsstärke zwischen microRNAs und mRNAs vorhersagen lässt.

## Auszeichnungen
- 2012 ERC Starting Grant[8]
- 2014 Mitglied der Academia Europaea[9]
- 2015 Mitglied der European Molecular Biology Organization

## Publikationen (Auswahl)
- M. Khorshid, J. Hausser, M. Zavolan, E. van Nimwegen: A biophysical miRNA-mRNA interaction model infers canonical and noncanonical targets. In: Nat Methods. 10(3), Mar 2013, S. 253–255. doi:10.1038/nmeth.2341. Epub 2013 Jan 20. PMID 23334102.
- S. Kishore, L. Jaskiewicz, L. Burger, J. Hausser, M. Khorshid, M. Zavolan: A quantitative analysis of CLIP methods for identifying binding sites of RNA-binding proteins. In: Nat Methods. 8(7), 15. Mai 2011, S. 559–564. doi:10.1038/nmeth.1608. PMID 21572407.
- P. Landgraf, M. Rusu, R. Sheridan, A. Sewer, N. Iovino, A. Aravin, S. Pfeffer, A. Rice, A. O. Kamphorst, M. Landthaler, C. Lin, N. D. Socci, L. Hermida, V. Fulci, S. Chiaretti, R. Foà, J. Schliwka, U. Fuchs, A. Novosel, R. U. Müller, B. Schermer, U. Bissels, J. Inman, Q. Phan, M. Chien, D. B. Weir, R. Choksi, G. De Vita, D. Frezzetti, H. I. Trompeter, V. Hornung, G. Teng, G. Hartmann, M. Palkovits, R. Di Lauro, P. Wernet, G. Macino, C. E. Rogler, J. W. Nagle, J. Ju, F. N. Papavasiliou, T. Benzing, P. Lichter, W. Tam, M. J. Brownstein, A. Bosio, A. Borkhardt, J. J. Russo, C. Sander, M. Zavolan, T. Tuschl: A mammalian microRNA expression atlas based on small RNA library sequencing. In: Cell. 129(7), 29. Juni 2007, S. 1401–1414. PMID 17604727; PMC 2681231 (freier Volltext).
- D. Gaidatzis, E. van Nimwegen, J. Hausser, M. Zavolan: Inference of miRNA targets using evolutionary conservation and pathway analysis. In: BMC Bioinformatics. 8, 1. März 2007, S. 69. Erratum in: BMC Bioinformatics. 8(1), 12. Juli 2007, S. 248. PMID 17331257; PMC 1838429 (freier Volltext).
- A. Aravin, D. Gaidatzis, S. Pfeffer, M. Lagos-Quintana, P. Landgraf, N. Iovino, P. Morris, M. J. Brownstein, S. Kuramochi-Miyagawa, T. Nakano, M. Chien, J. J. Russo, J. Ju, R. Sheridan, C. Sander, M. Zavolan, T. Tuschl: A novel class of small RNAs bind to MILI protein in mouse testes. In: Nature. 442(7099), 13. Juli 2006, S. 203–207. Epub 2006 Jun 4. PMID 16751777.